# Ágios Dimítrios (Piérie)
Pour les articles homonymes, voir Ágios Dimítrios (homonymie).
Ágios Dimítrios, en grec moderne : Άγιος Δημήτριος, est un village du dème de Díon-Ólympos, de Macédoine-Centrale en Grèce.
Selon le recensement de 2011, la population du village s'élève à 14 habitants.